# Speed of Sound (Coldplay)
Speed of Sound è un singolo del gruppo musicale britannico Coldplay, pubblicato il 23 maggio 2005 come primo estratto dal terzo album in studio X&Y.

## Descrizione
Dopo un inizio con un riff di pianoforte, ripreso da quello di un brano di Kate Bush intitolato Running Up That Hill, il brano continua con il coro ripetuto più volte: "Birds go flying at the speed of sound, to show you how it all began / Birds came flying from the underground, if you could see it then you'd understand".
Il sound del brano è stato definito come un sound "di passaggio" dall'album precedente A Rush of Blood to the Head ad X&Y, riprendendo in parte il sound del precedente brano Clocks.
Il brano è stato trasmesso per la prima volta sulla BBC Radio 1 la sera del 18 aprile 2005 anche se già a marzo i Coldplay avevano eseguito dal vivo il brano in un concerto improvvisato a Londra.

## Video musicale
Il videoclip, diretto da Mark Romanek e girato a Los Angeles tra il 22 e il 23 aprile 2005, mostra il gruppo eseguire il brano sopra un largo palco con alle spalle una serie imponente di display LED.
Il video ha ricevuto quattro nomination agli MTV Video Music Awards.

## Tracce
CD promozionale (Europa)
1. Speed of Sound – 4:49

CD promozionale (Stati Uniti)
1. Speed of Sound (Edit) – 4:27
2. Speed of Sound (Album Version) – 4:51

CD singolo (Australia, Regno Unito), 10" (Regno Unito), CD maxi singolo (Europa, Giappone, Paesi Bassi), download digitale
1. Speed of Sound – 4:52
2. Things I Don't Understand – 4:56
3. Proof – 4:11

CD singolo (Europa), 7" (Regno Unito)
1. Speed of Sound – 4:52
2. Things I Don't Understand – 4:56

## Formazione
Gruppo
- Chris Martin – voce, pianoforte
- Jonny Buckland – chitarra
- Guy Berryman – basso
- Will Champion – batteria

Altri musicisti
- Audrey Riley – arrangiamento strumenti ad arco, strumenti ad arco
- Chris Tombling – strumenti ad arco
- Richard George – strumenti ad arco
- Greg Warren Wilson – strumenti ad arco
- Laura Melhuish – strumenti ad arco
- Sue Dench – strumenti ad arco
- Peter Lale – strumenti ad arco
- Ann Lines – strumenti ad arco
- Mark Phytian – effetti sonori al computer
- Carmen Rizzo – effetti sonori al computer
- Rob Smith – effetti sonori al computer, assistenza tecnica

Produzione
- Danton Supple – produzione
- Coldplay – produzione
- Keith Gore – ingegneria Pro Tools
- Michael H. Brauer – missaggio
- George Marino, Chris Athens – mastering
- Jon Bailey – assistenza tecnica
- Will Hensley – assistenza tecnica
- Jake Jackson – assistenza tecnica
- Mar Lejeune – assistenza tecnica
- Taz Mattar – assistenza tecnica
- Adam Noble – assistenza tecnica
- Mike Pierce – assistenza tecnica
- Dan Parter – assistenza tecnica
- Tim Roe – assistenza tecnica
- Brian Russell – assistenza tecnica
- Adam Scheuermann – assistenza tecnica
- Brad Spence – assistenza tecnica
- Jon Withnal – assistenza tecnica
- Andrea Wright – assistenza tecnica

## Successo commerciale
Speed of Sound raggiunse nella prima settimana la seconda posizione all'interno della Official Singles Chart (al primo posto quella settimana arrivò la canzone Axel F di Crazy Frog). Durante l'esecuzione di Speed of Sound al Glastonbury Festival del 2005, Chris Martin chiese "Crazy Frog dove sei adesso?", con chiaro riferimento al fatto che Speed of Sound fu battuta solo da Crazy Frog nella Official Singles Chart.
Comunque divenne il primo singolo dei Coldplay a raggiungere la prima posizione nella classifica britannica dei download.
Speed of Sound fu anche il primo ad entrare nella Top 10 della Billboard Hot 100, piazzandosi all'ottavo posto, ponendosi quindi come miglior singolo di sempre del gruppo britannico. Precedentemente solo i Beatles con Hey Jude erano entrati direttamente nella Billboard Hot 100.

## Classifiche
| Classifica (2005)          | Posizione massima |
| -------------------------- | ----------------- |
| Australia                  | 9                 |
| Austria                    | 23                |
| Belgio (Fiandre)           | 34                |
| Belgio (Vallonia)          | 31                |
| Danimarca                  | 7                 |
| Finlandia                  | 3                 |
| Francia                    | 42                |
| Germania                   | 19                |
| Irlanda                    | 8                 |
| Italia                     | 2                 |
| Norvegia                   | 11                |
| Nuova Zelanda              | 13                |
| Paesi Bassi                | 6                 |
| Regno Unito                | 2                 |
| Spagna                     | 2                 |
| Stati Uniti                | 8                 |
| Stati Uniti (adult top 40) | 3                 |
| Stati Uniti (alternative)  | 5                 |
| Svezia                     | 34                |
| Svizzera                   | 22                |

## Riconoscimenti
- 2005 – MTV Europe Music Awards – Miglior brano
- 2006 – BRIT Award – Miglior singolo britannico
- 2006 – ASCAP Awards – Brano dell'anno